# Henrik Krogsgaard
Henrik Krogsgaard, född 27 april 1951, är en dansk musiker och dirigent. Han har representerat Danmark som dirigent i Eurovision Song Contest vid flera tillfällen under 1980- och 1990-talet.